# Elbert Franssen
Elbert Joseph Franssen (Well, 14 juli 1873 - Roermond, 28 mei 1950) was een Nederlands componist en koorleider, voornamelijk bekend in Limburg.
Hij was zoon van smid Christiaan Franssen en Maria Gertrudis Tax. Hij huwde zelf Josephina Jacoba Gertruda Peeters. Hij werd onderscheiden met de Pro Ecclesia et Pontifice. De laatste jaren kreeg hij te kampen met een slechte gezondheid, maar bleef muziek schrijven, desnoods liggend. Zowel Well als Roermond hebben een Elbert Franssenstraat. 
Zijn muzikale basisopleiding verkreeg hij van een koster uit Swolgen waarna hij verder mocht studeren bij Gregorius van Dijk, kloosterorganist bij het Karmelietenklooster in Boxmeer. Daarna volgden nog lessen bij de organist Karal Hamm en muziekleraar Willem Geyer. Hij werd vervolgens organist in Bergen en was vanaf 1 augustus 1904 koorleider (rector-chori) van de Sint-Christoffelkathedraal en late ook van de Munsterkerk. Voorts was hij muziekleraar aan het bisschoppelijk college, de kweekschool en het internaat van de Zusters Ursulinen, hij nam ook zitting in muziekjury’s. Een van zijn leerlingen was Alphons van Acht, de latere dirigent van Harmonieorkest St. Michaël Thorn. Hij was met Henri Hermans tevens medeoprichter van  de RK Organisten- en Directeurenvereeniging. In 1945, aan het eind van de Tweede Wereldoorlog moest hij Roermond verlaten tijdens de evacuatie; zijn gezondheid ging in Friesland achteruit.
Van zijn hand verscheen een behoorlijk aantal kerkcomposities waaronder
- opus 1: Missa S. Petri, Missa Te Deum laudamus, voor driestemmig koor en orgel
- opus 10: De priester, cantate voor bariton, driestemmig mannenkoor met orgel of piano
- opus 13: Missa cim Beneditione in hon. S. Joseph, voor tweestemmig koor met orgel of harmonium
- opus 15: Sex Laudes Diversae, voor twee- of driestemmig koor met orgel
- opus 17: Missa Sexta in hon. S. Caeciliae, voor tweestemmig koor met orgel of harmonium
- opus 18: Pia Cantica, zestien gezangen voor tweestemmig koor en orgel
- opus 20: Missa Octava in hon. S. Angeleae Mericiae, voor tweestemmig koor met orgel of harmonium
- opus 28: Missa septima pro defunctis
- opus 30: Benedicte, veertien latijnse gezangen voor tweestemmig koor met orgel
- opus 55: Missa in honorem Sanctorum Innocentium, ad tres voces aequales organum comitans
- opus 56: Kerstcanatet De herders van Bethlehem
- Piuscantate, voor solisten, drie- of vierstemmig koor met piano of orgel
- Twee gezangen, voor cantus, alt, tenor en bas

Hij kwam met zijn composities regelmatig in aanvaring met de destijds strikte regels, opgesteld door de Gregoriusvereniging. Hij was medeschrijver van Voix du Sanctuaire 45 pieces pour orgue ou harmonium.
- International Standard Name Identifier: 0000 0003 8869 802X
- Nederlandse Thesaurus van Auteursnamen: 202773175
- Réseau des bibliothèques de Suisse occidentale: 02-A022434953
- Virtual International Authority File: 281937368
- WorldCat: E39PBJf4b464cRg84BWvftrwmd